# Scomporre e ricomporre
Scomporre e ricomporre è il nono album in studio di Fabio Concato. 
Il disco esce nel 1994 (pubblicato dalla Mercury Records) ed è una raccolta di brani del cantautore, rivisti e riarrangiati.
La prima traccia, Troppo vento, è l'unico inedito dell'album.
È presente anche una cover, Perché no di Lucio Battisti, già comparsa nell'album tributo Innocenti evasioni l'anno precedente. 
Curiosamente, e per ragioni affettive, Guido piano compare nella versione originale, di dieci anni precedente.

## Tracce[3]
Troppo vento (inedito) 4:11
Sulla strada romagnola 4:01
Speriamo che piova 4:03
Pussy 3:33
Ti ricordo ancora 4:28
Perché no 4:16
Guido piano 3:40
Rosalina 2:33
Ti muovi sempre 3:12
Fiore di maggio 4:00
Porcellone 3:45
Rime per un sogno 4:53
A Dean Martin 3:05
Gigi 5:11
La nave 3:36
Provaci tu 4:12
Canto 3:38

## Formazione
- Fabio Concato – voce, chitarra acustica
- Carlo Gargioni – tastiera, programmazione, Fender Rhodes, pianoforte
- Francesco Puglisi – basso
- Paolo Carta – chitarra acustica, chitarra elettrica
- Maurizio Dei Lazzaretti – batteria
- Daniele Di Gregorio – percussioni, vibrafono
- Tiziano Ricci – basso
- Candelo Cabezas – percussioni
- Edoardo De Angelis – violino
- Danilo Ortelli – violino
- Michela Frediani – viola
- Roberto Politi – violoncello
- Fernando Brusco – tromba, flicorno
- Davide Ghidoni – tromba
- Emilio Soana – tromba
- Angelo Rolando – trombone
- Giovanni Di Stefano – trombone
- Alessio Nava – trombone

## Classifiche

### Classifiche settimanali
| Classifica (1994) | Posizione massima |
| ----------------- | ----------------- |
| Italia            | 8                 |